# Billy Besson
Pour les articles homonymes, voir Besson.
Billy Besson, né le 8 mars 1981 à Papeete en France, est un spécialiste du catamaran de sport et des multicoques.
Billy Besson était le skipper du bateau français SailGP de 2018 à 2021.
Il est quatre fois champion du monde en Nacra 17 (2013-2016). Billy Besson et Marie Riou sont sur le podium de toutes les compétitions de Nacra 17 pendant quatre ans.
En 2015, Billy Besson est élu avec Marie Riou, sa coéquipière, Marin de l'année 2015 (FFV) au salon nautique de Paris.

## Biographie
Billy Besson, né à Papeete, Tahiti, Polynésie française en France. Il a vécu sur le bateau familial pendant dix-huit ans.
En 1997 et 1999 et est champion du monde jeune de HobieCat 16.
Il s'envole vers la métropole afin de poursuivre ses études et sa carrière sportive. Billy se consacre à la compétition de catamaran de sport.
En 2008, il devient champion du monde sur Dart 18.
En 2013, il est sacré champion du monde sur Nacra 17 associé à Marie Riou. Il est également champion du monde en Formule 18 avec Jérémy Laguarigue .
En 2014, toujours associé à Riou, il gagne le championnat du monde ISAF sur Nacra 17. Il fait partie de l’équipe de France Olympique de voile afin de représenter la France aux Jeux Olympiques 2016 à Rio de Janeiro.
Il a été nommé en duo avec Marie Riou pour le titre de Marin de l’année 2013 et 2014 parmi neuf navigateurs.
Billy fait partie de l'Armée de Champion au même titre que de grands sportifs français.
De 2018 à 2021, Il est le skipper de l'équipe française SailGP complétée par Mathieu Vandame (régleur d'aile), François Morvan (régleur de vol), Olivier Herdelant (wincheur), Timothé Lapauw (wincheur remplaçant) et Devan Le Bihan (wincher). Il est remplacé en 2021 par Quentin Delapierre.

## Expériences

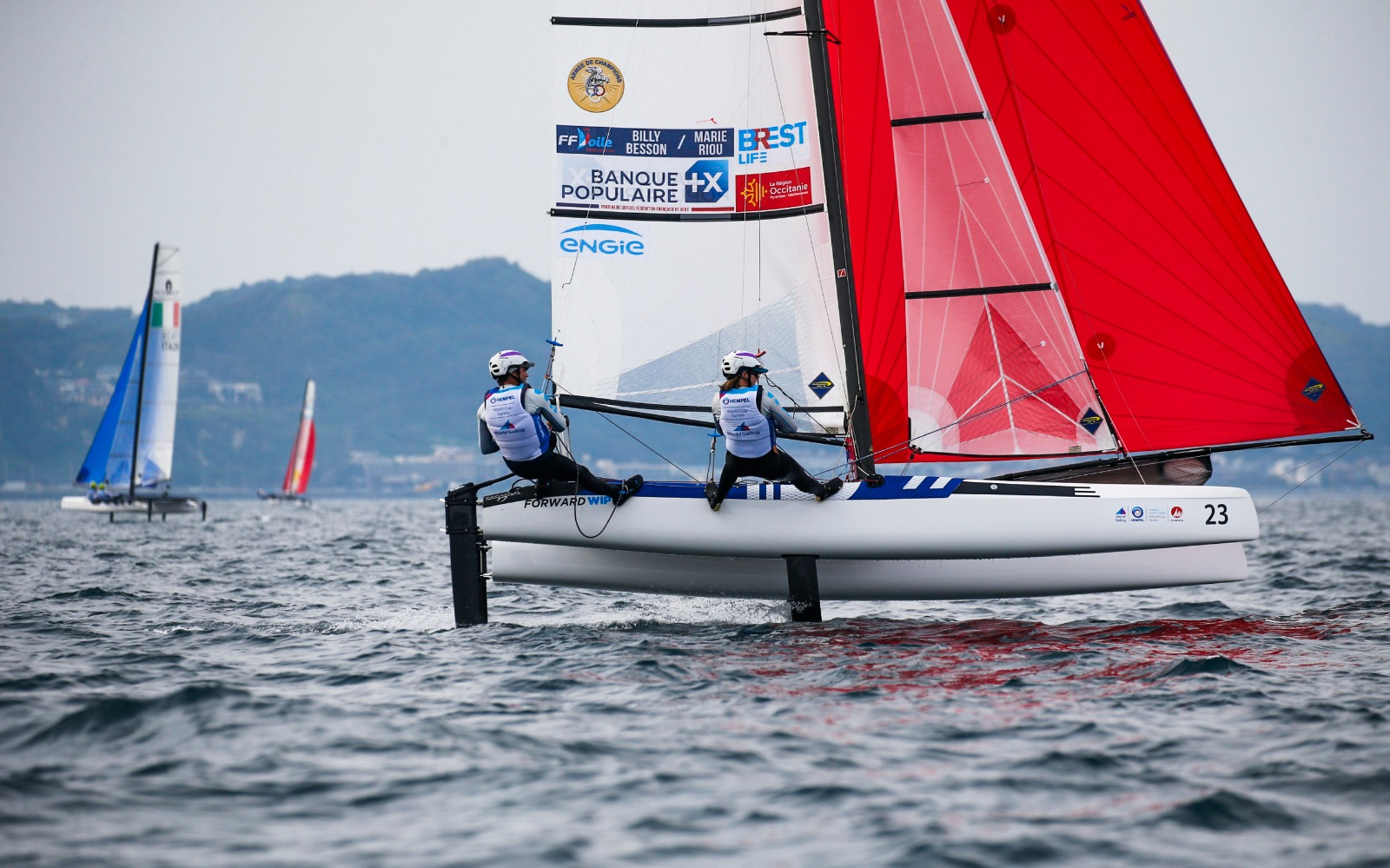
Billy Besson / Marie Riou - Nacra 17 - 2019

- 2018 - 2021 : Skipper SailGP France
- 2020 - 2021 : skipper ETF26 - Easy to Fly
- 2018 : Transatlantique avec Armel Le Cléac'h - Banque Populaire IX
- 2010 : Équipier Gitana Team
- 2009 : Équipier (barreur) du trimaran Banque Populaire V
- 2008 : Olympiades Pékin
- 2004 : Olympiades Athènes
- 2002 - 2010 : Équipe de France militaire de voile

## Palmarès

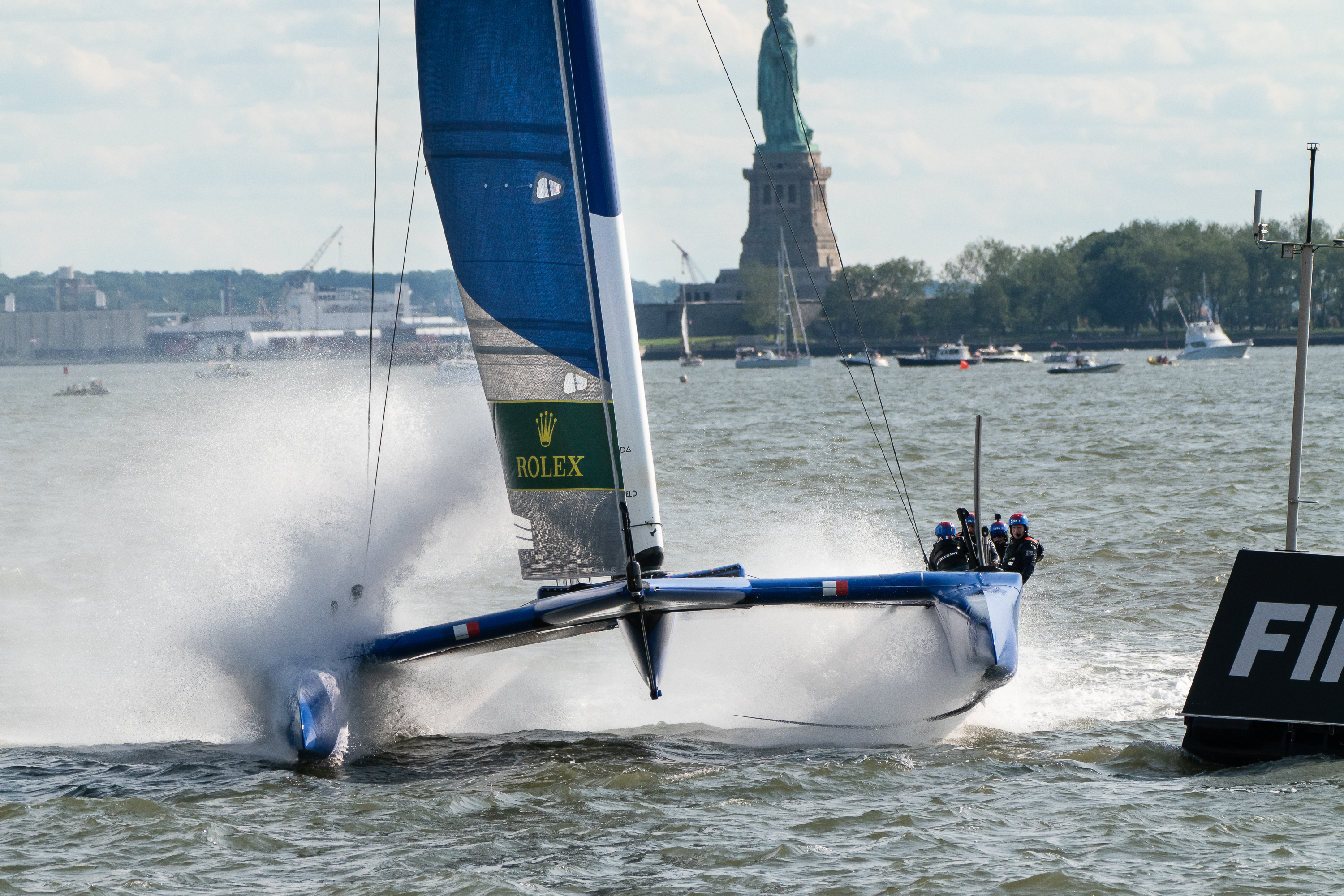
l'équipage français SailGP sur la ligne d'arrivée - New York 2019

- 2020 : vainqueur circuit ETF26, équipage avec Matthieu Vandame et François Morvan
- 2020 : vainqueur de la Drheam Cup en Multi 50 en équipage avec Thibaut Vauchel Camus sur Défi Voile Solidaires en Peloton
- 2019 : 5e du Championnat du monde SailGP - vainqueur d'une manche SailGP sur l'étape de Marseille
- 2017 : 3e sur la transatlantique The Bridge en équipage avec Sodebo[7]
- 2016 : 6e des Jeux Olympiques de Rio[8]
- 2016 : champion du monde ISAF sur Nacra 17 (mixte) avec Marie Riou
- 2015 : champion du monde ISAF sur Nacra 17 (mixte) avec Marie Riou
- 2014 : champion du monde ISAF sur Nacra 17 (mixte) avec Marie Riou ; 3e du Championnat d’Europe sur Nacra 17 ; champion de France Elite Voile Olympique sur Nacra toutes séries
- 2013 : champion du monde sur Nacra 17 ; 2e du Championnat de France Elite Voile Olympique sur Nacra 17
- 2013 : champion du monde sur Formula 18
- 2012 : 3e du Championnat du Monde F18
- 2011 : record des îles Britanniques sur Banque Populaire V
- 2008 : champion du monde sur Dart 18, Champion d'Europe Dart 18, 2e du Championnat d’Europe sur Tornado
- 2007: 3e du Championnat du Monde Formule 18
- 2001 : 3e du Championnat du Monde Formule 18
- 1999 : champion du monde jeune en Hobie Cat 16
- 1997 : champion du monde jeune en Hobie Cat 16